# Pegasus (álbum)
Pegasus es el tercer álbum de estudio del rapero estadounidense Trippie Redd, fue lanzado el 30 de octubre de 2020. Este álbum contó con la participación de invitados de PartyNextDoor, Chris Brown, Rich the Kid, Young Thug, Future, Quavo, Lil Mosey, Busta Rhymes y más.
La versión de lujo titulada como Neon Shark vs. Pegasus hecha en colaboración con Travis Barker fue lanzada el 19 de febrero de 2021, con Machine Gun Kelly, Blackbear, Chino Moreno, Scarlxrd y ZillaKami.

## Antecedentes
El álbum fue anunciado por Redd en marzo de 2020 a través de su historia de Instagram con la leyenda "PEGASUS, el álbum. Un día". Redd dijo que el álbum tomaría un enfoque "soñador, nostálgico y del espacio exterior" esta vez.
Más tarde, en junio de 2020, Redd había anunciado una versión de lujo para el álbum, y que sería su proyecto de rock el que bromeó en marzo de 2019, y dio más información sobre el próximo álbum en una transmisión en vivo de Instagram. Dijo que las canciones del álbum se pondrían en un orden específico como su proyecto anterior A Love Letter to You 4, con las canciones de amor en primer lugar, en el medio y las duras en último lugar. Dijo que Pegasus sería "mucho mejor" que A Love Letter to You 4, y que "te lleva de un lugar a otro en lo que respecta al género. Todo el objetivo con eso era... Estaba pensando en el siguiente nivel".
El 18 de agosto de 2020, el álbum completo se filtró después de que Redd declarara que retrasaría aún más el álbum si más de su música continuaba filtrándose en línea.
El 19 de febrero de 2021, se lanzó el proyecto de colaboración de lujo con Travis Barker titulado como "Neon Shark vs. Pegasus" con 14 nuevas canciones, incluido el sencillo de 2020 "Dreamer" y varias colaboraciones con Machine Gun Kelly. Antes del lanzamiento oficial del álbum, la versión de lujo se filtró accidentalmente en el servicio de transmisión europeo Tidal antes de ser eliminada minutos después. Neon Shark actúa como el primer proyecto de rock completo de White, ya que varios de sus proyectos anteriores han incorporado varios elementos del rock en el pasado.

## Sencillos
El sencillo principal, "Excitement", fue lanzado el 15 de mayo de 2020, con una aparición especial de PartyNextDoor.
El 11 de septiembre de 2020, el segundo sencillo del álbum, "I Got You", con una aparición especial de Busta Rhymes, fue lanzado junto con un video musical.
El 7 de octubre de 2020, "Sleepy Hollow" fue lanzado como el tercer sencillo del álbum, mientras que la lista de canciones del álbum y la fecha de lanzamiento también fueron reveladas.

## Lista de canciones
Edición estándar
| Pegasus track listing |                                                |                |          |  |
| N.º                   | Título                                         | Producer(s)    | Duración |  |
| 1.                    | «Let It Out» (con Myiah Lynnae)                | OZ             | 2:56     |  |
| 2.                    | «Moonlight»                                    | Hammad Beats   | 2:41     |  |
| 3.                    | «Love Scars 4»                                 | Hammad Beats   | 2:36     |  |
| 4.                    | «The Nether»                                   | OZ             | 2:37     |  |
| 5.                    | «So Stressed» (con Yung LB)                    | Hammad Beats   | 3:24     |  |
| 6.                    | «Excitement» (con PartyNextDoor)               | OZ             | 4:43     |  |
| 7.                    | «Mood» (con Chris Brown)                       | Goose the Guru | 2:23     |  |
| 8.                    | «Pegasus»                                      | Hammad Beats   | 2:17     |  |
| 9.                    | «Weeeeee»                                      | Loaded         | 2:32     |  |
| 10.                   | «Personal Favorite» (con Rich the Kid)         | ChaseTheMoney  | 2:35     |  |
| 11.                   | «V-12»                                         | Starboy        | 2:06     |  |
| 12.                   | «Spaceships» (con Young Thug)                  | ATL Jacob      | 2:54     |  |
| 13.                   | «Never Change» (con Future)                    | Mally Mall     | 2:53     |  |
| 14.                   | «Good Morning»                                 | ChopSquad DJ   | 3:21     |  |
| 15.                   | «No Honorable Mention» (con Quavo y Lil Mosey) | ChopSquad DJ   | 4:18     |  |
| 16.                   | «I Got You» (con Busta Rhymes)                 | Wheezy         | 3:05     |  |
| 17.                   | «Too Fly»                                      | Hammad Beats   | 3:04     |  |
| 18.                   | «Red Beam» (con Sean Kingston)                 | OZ             | 2:07     |  |
| 19.                   | «Oomps Revenge, Pt. 2»                         | Hammad Beats   | 1:57     |  |
| 20.                   | «Take One»                                     | Nick Mira      | 2:01     |  |
| 21.                   | «Sleepy Hollow»                                | Outtatown      | 1:41     |  |
| 22.                   | «Kid That Didd» (con Future y Doe Boy)         | CBMIX          | 3:37     |  |
| 23.                   | «Don»                                          | ChopSquad DJ   | 2:24     |  |
| 24.                   | «Hell Rain» (con Lil Wayne y Hoodybaby)        | Cardiak        | 3:47     |  |
| 25.                   | «TR666» (con Swae Lee)                         | Scott Storch   | 3:00     |  |
| 26.                   | «Sun God» (con Myiah Lynnae)                   | Ángel López    | 3:12     |  |

Edición de lujo (Pegasus: Neon Shark vs. Pegasus Presented by Travis Barker)
| (Deluxe) |                                                    |               |          |  |
| N.º      | Título                                             | Producer(s)   | Duración |  |
| 27.      | «Pill Breaker» (con Blackbear & Machine Gun Kelly) | Travis Barker | 2:57     |  |
| 28.      | «Without You»                                      | Barker        | 3:09     |  |
| 29.      | «Swimming»                                         | Barker        | 2:15     |  |
| 30.      | «Female Shark»                                     | Barker        | 2:43     |  |
| 31.      | «Geronimo» (con Chino Moreno)                      | Barker        | 2:59     |  |
| 32.      | «Sea World»                                        | Barker        | 2:36     |  |
| 33.      | «Red Sky» (con Machine Gun Kelly)                  | Barker        | 2:32     |  |
| 34.      | «Megladon»                                         | Barker        | 3:14     |  |
| 35.      | «Save Yourself»                                    | Barker        | 2:40     |  |
| 36.      | «Dreamer»                                          | Yeezo         | 2:50     |  |
| 37.      | «It's Coming»                                      | Barker        | 2:34     |  |
| 38.      | «Leaders»                                          | Barker        | 2:40     |  |
| 39.      | «Frozen Ocean»                                     | Barker        | 3:24     |  |
| 40.      | «Dead Desert» (con Scarlxrd & ZillaKami)           | Barker        | 2:41     |  |